# West Lothian
West Lothian (en gaélico escocés: Lodainn an Iar) es un concejo de Escocia (Reino Unido). Limita con los concejos de Edimburgo, Falkirk, North Lanarkshire, Scottish Borders y South Lanarkshire. La capital administrativa es Livingston.
West Lothian, llamado Linlithgowshire hasta 1921, fue uno de los antiguos condados en que estaba dividida Escocia hasta 1975. En ese año fue creada la región de Lothian y dividida en distritos, uno de los cuales fue West Lothian que mantenía el antiguo territorio del condado excepto la ciudad de Bo'ness que pasó al distrito de Falkirk y la ciudad de South Queensferry y el área de Kirkliston que pasaron al distrito de Edimburgo y se le añadía el área de Calder que antes formaba parte del condado de Midlothian. En 1996 fue abolida la división administrativa anterior y West Lothian se convirtió en uno de los nuevos concejos.

## Localidades con población (año 2016)
- Addiewell 1,340
- Armadale 12,550
- Bathgate 22,920
- Blackburn 5,550
- Blackridge 2,010
- Bridgend 810
- Broxburn 15,440
- Dechmont 670
- East Calder 5,260
- East Whitburn 1,300
- Fauldhouse 4,780
- Kirknewton 1,980
- Linlithgow 13,260
- Livingston 57,030
- Longridge 900
- Mid Calder 3,340
- Polbeth 2,310
- Seafield 1,330
- Stoneyburn 1,980
- Torphichen 710
- West Calder 3,130
- Whitburn 10,860
- Winchburgh 3,040[5]